# 東海興業 (愛知県)
東海興業株式会社（英: TOKAI KOGYO CO.,LTD. ）は、愛知県大府市に本社を置く自動車部品メーカー。

## 概要
1947年（昭和22年）設立の自動車部品メーカーで主に自動車用ゴム、樹脂製品やシート部品、建材部品などの製造販売を行っている。また、同社のバドミントン部は、男子・女子共にバドミントンS/Jリーグ（旧・バドミントン日本リーグ）に加盟している。
なお、東京都中央区にある総合建設業の東海興業（民事再生法適用）とは無関係である。

## 沿革
- 1947年（昭和22年）3月31日 - 「東海タイヤ株式会社」として設立[2]。
- 1951年（昭和26年）5月 - 「東海興業株式会社」に商号を変更[2]。
- 2001年（平成13年）10月 - 本社および大府工場がISO 14001認証を取得[2]。
- 2003年（平成15年）8月 - 全部門・工場がISO 9001認証を取得[2]。
- 2006年（平成18年）10月 - 衣浦工場、下条工場がISO 14001認証を取得[2]。

## 主な製品
- 自動車部品
  - ゴム製品
  - 樹脂製品
  - シート
- 建材部品
- 精密部品

## 事業所
- 本社・本社営業所・本社工場（愛知県大府市）
- 栃木営業所（栃木県塩谷郡高根沢町）
- 関東営業所（東京都町田市）
- 浜松営業所（静岡県浜松市中央区）
- 大阪営業所（大阪府大阪市淀川区）
- 狭山出張所（埼玉県川越市）
- 衣浦工場（愛知県半田市）
- 下条工場（長野県下伊那郡下條村）
- 高浜工場（愛知県高浜市）

## 国内子会社および関連会社
- アド株式会社
- 株式会社アルファー
- 化成工業株式会社
- 株式会社コベルク
- 成和工業株式会社
- タカラ化成工業株式会社
- 東亜ゴム工業株式会社
- 東海興業精機株式会社
- 冨士株式会社
- 有限会社物流センター

## 海外子会社および関連会社
- GREEN TOKAl CO.,LTD. (GTC)（アメリカ）
- TOACS THAILAND CO.,LTD.（タイ）
- TOACS CENTER PTE.,LTD.（シンガポール）
- TP.TOYOTA AUTO BODY-TOKAI EXTRUSION(T-TEC)（インドネシア）
- VIETNAM TOKAI CO.,LTD. (VTC)（ベトナム）
- PPAP TOKAI INDIA RUBBER PRIVATE LIMITED (PTI)（インド）
- TOKAIKOGYO DE MEXICO SA de C.V. (TKM)（メキシコ）
- 寧波東海敏孚汽車部件有限公司（中国）
- 広州東海敏孚汽車部件有限公司（中国）